# 臺灣高速鐵路大事年表
臺灣高速鐵路大事年列表是臺灣高速鐵路興建及營運以來發生的事件列表。
本條目列出臺灣高速鐵路的重大事件。

## 列表
| 年份   | 日期          | 事件 |
| ------ | ------------- | --- |
| 1987年 | 4月           | 中華民國行政院指示臺灣鐵路管理局進行臺灣西部走廊興建南北高速鐵路可行性研究。 |
| 1990年 | 7月2日        | 中華民國交通部成立「高速鐵路工程籌備處」（交通部高速鐵路工程局前身）成立，確定興建南北高速鐵路，專責辦理規劃與執行高鐵建設事宜。 |
| 1992年 | 6月           | 行政院核定高鐵路線及車站站址。 |
| 1992年 | 9月           | 臺北鐵路地下化專案「萬板專案」開始進行，內容包括預建板橋站高鐵部分與相應的地下段隧道。 |
| 1993年 | 7月16日       | 中華民國立法院通過高鐵計畫，全數刪除政府編列的興建預算，並決議交由民間興建。 |
| 1996年 | 10月29日      | 公告「徵求民間機構參與興建暨營運台灣南北高速鐵路」案，開始正式啟動台灣高速鐵路之興建營運工作。 |
| 1996年 | 11月          | 「台灣高速鐵路企業聯盟」成立。 |
| 1997年 | 1月31日       | 「高速鐵路工程局」成立。 |
| 1997年 | 3月           | 行政院核定新增苗栗、彰化、雲林三站。 |
| 1997年 | 9月25日       | 傾向採用歐洲系統的「台灣高速鐵路企業聯盟」擊敗傾向採用日本系統的中華高鐵聯盟（以中華開發為首），取得高鐵建設優先議約權。 |
| 1998年 | 5月11日       | 「台灣高速鐵路股份有限公司」完成公司設立登記。 |
| 1998年 | 7月23日       | 交通部與台灣高鐵公司簽訂高鐵興建營運合約、站區開發合約，以及政府應辦事項備忘錄。 |
| 1999年 | 3月26日       | 燕巢總機廠動工，高鐵工程興建工作正式啟動。 |
| 1999年 | 12月6日       | 左營站動工。 |
| 1999年 | 12月28日      | 受到1998年ICE列車艾雪德列車出軌事故與1999年921大地震影響，台灣高鐵公司召開臨時董事會，確定高鐵計畫改為以日本系統為主。 |
| 2000年 | 2月2日        | 台灣高鐵公司與臺灣銀行等25家銀行所組成的聯貸銀行團簽訂授信契約。 |
| 2000年 | 3月28日       | 土木工程C280標開工。 |
| 2000年 | 4月1日        | 土木工程C210、C215、C220、C260、C270、C291、C295標開工。 |
| 2000年 | 5月1日        | 土木工程C230、C240、C250標開工。 |
| 2000年 | 6月7日        | 台灣新幹線株式會社向日本採購700T型列車30組，每個編組皆為12節車廂，總價約3,300億日圓。 |
| 2000年 | 12月12日      | 與台灣新幹線株式會社簽署機電核心系統合約。 |
| 2001年 | 1月8日        | 土木工程C296標開工。 |
| 2001年 | 4月           | 證期局核准為公開發行公司。 |
| 2002年 | 5月24日       | 台中站動工。 |
| 2002年 | 5月30日       | 桃園站、台南站動工。 |
| 2002年 | 6月24日       | 嘉義站動工。 |
| 2002年 | 7月19日       | 新竹站動工。 |
| 2002年 | 8月29日       | 全線最長的八卦山隧道（總長7.3公）貫通。 |
| 2003年 | 1月           | 軌道工程發包並開工。 |
| 2003年 | 2月10日       | 台灣高鐵公司欲依其與中華民國政府間的合約，使用台鐵台北車站的兩座月台和南隧道，與台灣鐵路工會僵持不下。 |
| 2003年 | 2月25日       | 台鐵工會發動抗爭佔據台北車站月臺，抗議高鐵「瓜分」月臺。 |
| 2003年 | 5月20日       | 試車段內的首支架線用電線桿設置完成。 |
| 2003年 | 7月7日        | 龜山隧道（總長6.4公）貫通。 |
| 2003年 | 7月17日       | T240標岡山段軌道工程開始鋪軌。 |
| 2003年 | 8月22日       | C260標土木工程完工。 |
| 2003年 | 8月29日       | C291標土木工程完工。 |
| 2003年 | 9月           | 台灣高鐵公司正式登錄興櫃股票市場；高鐵列車駕駛員、行車控制中心人員赴日本受訓。 |
| 2003年 | 9月23日       | C296標土木工程完工。 |
| 2003年 | 10月7日       | C270標土木工程完工，與C260標連結。 |
| 2003年 | 11月8日       | D250標烏日維修基地開工。 |
| 2004年 | 1月30日       | 700T型列車實體首度對外公開亮相。 |
| 2004年 | 2月17日       | 台鐵台北車站第一、二月臺移交高鐵施工。 |
| 2004年 | 3月5日        | 高鐵試車段的軌道、架線用電線杆與架空線設置完成。 |
| 2004年 | 3月16日       | 國際商會（ICC）之下的國際仲裁法院，判決台灣高鐵公司必須賠償歐洲高鐵聯盟7,304萬美元違約金。 |
| 2004年 | 5月5日        | 湖口隧道（總長4.4公）貫通。 |
| 2004年 | 5月17日       | 首列700T型列車由日本神戶港上船啟運。 |
| 2004年 | 5月24日       | 列車運抵高雄港74號碼頭。 |
| 2004年 | 8月15日       | 設置於新竹站西側空地的「高鐵探索館」正式開幕。 |
| 2004年 | 8月31日       | 臺灣電力公司開始對高鐵供電。 |
| 2004年 | 12月10日      | 高鐵全線的隧道與土建工程全部完成。 |
| 2005年 | 1月27日       | 進行首次列車慢速（時速20～30公）試車。 |
| 2005年 | 4月1日        | 列車試運轉時速達到120公。 |
| 2005年 | 8月30日       | 列車試運轉時速達到200公。 |
| 2005年 | 9月8日        | 由於機電核心系統工程、號誌系統整合與試車進度落後，台灣高鐵公司決定延後一年通車。 |
| 2005年 | 10月29日      | 試運轉時速300公達成。 |
| 2005年 | 10月30日      | 試運轉時速315公里（合約所要求的最高時速）達成。 |
| 2005年 | 11月1日       | 第30組高鐵列車由神戶港啟運，11月6日抵達高雄港。 |
| 2006年 | 3月16日       | 列車首度通過台中站。 |
| 2006年 | 4月18日       | 列車首度通過桃園站，抵達新北市樹林區內路段。 |
| 2006年 | 5月31日       | 完成左營站至台中站段（時速300公里）系統整合測試。 |
| 2006年 | 6月15日       | 完成台中站—樹林段（時速250公里）系統整合測試。 |
| 2006年 | 6月24日       | 雲林—樹林段時速300公試運轉。 |
| 2006年 | 7月20日       | 為了防止雲林段路基沈陷，政府決定封閉該路段沿線共119口水井。 |
| 2006年 | 8月10日       | 列車首度進入萬板隧道及板橋站。 |
| 2006年 | 10月5日       | 列車首度進入台北站。台灣高鐵公司宣佈：初期營運區間為板橋站—左營站，每天雙向對開38個班次。 |
| 2006年 | 10月20日      | 勞氏驗船協會未能如期交出關鍵的獨立驗證與認證報告，高鐵確定無法於31日正式通車。 |
| 2006年 | 10月24日      | 台中站舉行落成啟用儀式，成為高鐵第一個啟用的車站。 |
| 2006年 | 10月31日      | 左營站落成啟用。 |
| 2006年 | 11月3日       | 嘉義站、台南站落成啟用。 |
| 2006年 | 11月7日       | 新竹站落成啟用。 |
| 2006年 | 11月10日      | 桃園站落成啟用。 |
| 2006年 | 11月16日      | 板橋站落成啟用，為高鐵啟用車站中第一個「三鐵共構」車站。 |
| 2006年 | 12月24日      | 交通部於履勘總結會議中同意高鐵通車。 |
| 2006年 | 12月27日      | 台灣高鐵公司公佈時刻表與營運票價，並決定於2007年1月5日～14日進行試營運，車票以半價發售（後來試營運期間延長至19日）。 |
| 2007年 | 1月2日        | 開始發售1月5日至1月19日試營運車票。 |
| 2007年 | 1月5日        | 高鐵板橋站—左營站段通車，試營運開始，首航列車分別由板橋站、台中站、左營站發車。 |
| 2007年 | 1月15日       | 由於試營運期間風波不斷，試營運期間因此再度延長至1月31日。 |
| 2007年 | 1月17日       | 開始發售1月20日至1月31日延長試營運車票。 |
| 2007年 | 1月19日       | 開始預售2月1日正式營運全額車票。 |
| 2007年 | 2月1日        | 正式營運開始，並恢復原本票價營運；交通部核發高鐵台北站—板橋站段營運許可。 |
| 2007年 | 2月14日       | 開放北上列車乘客免費延伸搭乘至台北站下車。 |
| 2007年 | 2月17日       | 開始預售台北站正式營運車票。 |
| 2007年 | 3月2日        | 台北站正式開放營運，供乘客正常上下車，並且依照原定票價收費。 |
| 2007年 | 3月20日       | 開放25線人工電話供民眾訂位。 |
| 2007年 | 3月31日       | 雙向各增發6班列車（開始採取C線停站方式）。 |
| 2007年 | 4月7日        | 傳出桃園站減壓井設計時算錯壓力，直達列車得減速至120km/hr通過，創全球首例。 |
| 2007年 | 6月1日        | 時刻表大改點，再度增發6班列車，並實施開車前2分鐘禁止通過驗票閘門進入付費區的新規定。 |
| 2007年 | 7月27日       | 增發6班列車，並延後末班車收班時間至晚上11點。 |
| 2007年 | 8月1日        | 購買台北－台中間區間車（車次為5XX）的車票可享85折優惠，期間為8月1日至8月31日。 |
| 2007年 | 8月11日       | 因北上第502車次延誤，造成南下第405車次取消，為首次取消發出列車。 |
| 2007年 | 8月18日       | 因聖帕颱風來襲，7時至18時所有列車停駛，為首次因天候停駛列車。 |
| 2007年 | 9月           | 台灣高鐵旅運突破1,000萬人次。 |
| 2007年 | 9月8日        | 電話訂票付款期限更改為訂位完成日起3日內完成付款取票，並取消電話訂當日票。 |
| 2007年 | 9月14日       | 南下增發8班、北上增發9班列車。 |
| 2007年 | 9月24日       | 正式對一般旅客開放網路訂票。 |
| 2007年 | 10月6日       | 因柯羅莎颱風來襲，臨時採取自由座方式營運；為首次採取自由座模式營運。 |
| 2007年 | 11月9日       | 班表大幅異動，大部分的E線停站方式延駛至左營；南下增發12班、北上增發10班列車（開始採取C'線停站方式）；提前首班車發車時間至早上6點30分，並延後末班車收班時間至晚上11點30分。                                                                     |
| 2007年 | 11月12日      | 實施自由座制度；並自2007年11月12日起至12月31日實施自由座成人票價促銷活動，活動期間購買自由座成人票，可享對號座標準車廂成人票價約8折之優惠。 |
| 2007年 | 11月20日      | 限量推出搭配第24屆亞洲棒球錦標賽的感應式票卡，為台灣高鐵公司第一次發行感應式票卡。 |
| 2007年 | 12月26日      | 自由座8折優惠延長至2008年2月29日。 |
| 2007年 | 12月28日      | 自由座車廂由原先3節(10-12)增加為4節（9-12）。 |
| 2008年 | 1月18日       | 再度增加班次，並首度依照尖峰（南北各63班）、次尖峰（南北各60班）、離峰日（南北各57班），規劃不同班表。 |
| 2008年 | 2月15日       | 宣布自3月1日起商務車廂全面8折，並於17日開放旅客預購。此優惠方案目前沒有終止期限。 |
| 2008年 | 2月19日       | 宣布自3月1日起，自由座票價為標準車廂對號座9折；2008年2月29日前為8折。 |
| 2008年 | 2月29日       | 台灣高鐵推出高鐵便當。 |
| 2008年 | 3月15日       | 宣布自3月31日起至6月30日止，逢週一至週四各種車廂全面享再8折優惠（優待票），商務車廂可因此方案享實際64折，台北－左營原價2,440元，優惠後僅須1,560元。為首次依照尖離峰實施票價區隔。                                                              |
| 2008年 | 3月21日       | 因2008年中華民國總統選舉返鄉投票人潮大量湧現，臨時加開第2433車次除商務車廂外全車自由座之列車；並於22日宣佈23日加開第2496、2497、2498車次除商務車廂外全車自由座之列車3班                                                                        |
| 2008年 | 6月14日       | 宣布原訂6月30日截止之平日優惠方案將持續延長，不定截止日期長期優惠；語音自動訂票系統測試，6月16日正式啟用。 |
| 2008年 | 6月16日       | 正式開放語音訂票，並取消人工訂票電話。 |
| 2008年 | 7月4日        | 再度增班，尖峰時段雙向各70班、次尖峰各66班、離峰日各64班；並延後末班車收班時間至晚上12點。車次在本次改點時重新編排，並首度出現台中至左營的區間車。                                                                                             |
| 2008年 | 11月1日       | 開始實施標準對號座雙色優惠（藍色85折、橘色65折），自由座優惠調整為一律為標準對號座原價之93折。 |
| 2008年 | 11月6日       | 清晨5點3分左右，一輛工程車在台北站南端發生擠軌意外，造成當天台北站暫時停止營運及所有列車只行駛至板橋站。台灣高鐵公司緊急協調臺北捷運公司負責輸運台北至板橋間，11月7日才恢復正常營運。                                                          |
| 2009年 | 1月           | 台灣高鐵通車營運滿兩年，旅運人次達4,650萬人次。 |
| 2009年 | 1月17日       | 凌晨3點半在高雄縣燕巢鄉附近路段，設備供應商進行電車線維修工程車輛的動態測試時，因當時濃霧造成視線不良，而與另一部停留中的維修工程車發生追撞事故，共造成11人輕重傷，而此事故並未對當天高鐵的營運造成影響。                                      |
| 2009年 | 2月27日       | 宣布自3月16日起減班，調整票價，及採取必要措施以節省開支。 |
| 2009年 | 3月6日        | 因嘉義站附近轉轍器異常，共計造成42班次誤點，其中第171次抵達左營時誤點153分鐘，為該日誤點最久之班次。 |
| 2009年 | 3月11日       | 傳出2月16日發生無照駕駛事件。 |
| 2009年 | 6月5日        | 台灣高鐵公司董事會通過成立站區開發子公司，將優先開發桃園站及新竹站特定區。 |
| 2009年 | 6月11日       | 台北板橋間因轉轍器故障，列車改板橋到發，共5小時。 |
| 2009年 | 6月16日       | 宣布自7月1日至8月31日實施暑期疏運班表：自由座車廂由原先4節(9-12)縮短為週一至週四2節(11-12)，週五至週日不提供自由座；第1127、1131、1143、1132、1136、1144等六車次改為每日行駛，為每日行駛列車的車次首次出現11xx。                               |
| 2009年 | 8月11日       | 宣布自8月12日至9月11日，每車次提供90個免費座位供救災團體及媒體前往災區救災及採訪。 |
| 2009年 | 8月25日       | 宣布自9月1日起沿用暑期疏運班表。 |
| 2009年 | 9月30日       | 爆發員工舞弊案與高鐵肥貓案。 |
| 2009年 | 12月16日      | 中華航空公司於高鐵桃園站內設置旅客報到服務櫃檯，為國內第一家於高鐵車站內設置報到服務櫃檯的航空公司。 |
| 2009年 | 12月31日      | 宣布自1月8日起每週增發16班次列車。 |
| 2010年 | 2月10日       | 宣佈自3月1日起調整原第299次列車改為第399次，板橋改為通過，桃園改為停靠。為高鐵常態班表中首次出現不停靠板橋的列車。 |
| 2010年 | 2月23日       | 推出在便利商店訂購高鐵對號車票的服務，所購得的車票可憑印在其上的QR碼利用感應方式通過高鐵各車站的驗票閘門搭乘高鐵列車。 |
| 2010年 | 3月1日        | 長榮航空公司於高鐵桃園站內設置旅客報到服務櫃檯。 |
| 2010年 | 3月4日        | 受到2010年甲仙地震影響，6列運行中列車因電車線跳脫而停在軌道上，其中1列於台南科學園區附近路段發生出軌，造成部分軌道設施受損。 |
| 2010年 | 3月5日        | 受到2010年甲仙地震影響，台中以南路段各列車皆減速行駛，當周假日所有班次全採自由座票價。 |
| 2010年 | 3月9日        | 受到2010年甲仙地震影響受損路段的軌道設施修復，全線列車恢復正常運行。 |
| 2010年 | 4月24日       | 有列車駕駛員因患有睡眠呼吸障礙在當天上午服用安眠藥，於17時許值勤駕駛第1148次北上列車時發生打瞌睡且意識不清的情形，導致列車駕駛安全裝置作用而自動啟動列車自動駕駛和控制裝置，並由行控中心接管該列車行駛到台中站。                               |
| 2010年 | 6月1日        | 宣布自7月1日起調整列車時刻，每週共增發13班次列車，並更改列車車次編號及恢復假日自由座之服務。此外，調整自由座車廂為每日所有班次的第10~12節車廂，並推出自由座回數票和定期票卡。                                                                  |
| 2010年 | 7月8日        | 宣布自7月12日起至9月30日止，每週一至週五於尖峰時段加開3班「台中→台北」沿途停靠各站的北上區間列車。 |
| 2010年 | 7月21日       | 高鐵推出樂園免費接駁服務。 |
| 2010年 | 8月2日        | 台灣高速鐵路建設計畫獲得亞洲土木工程聯盟的傑出土木工程計劃獎首獎。 |
| 2010年 | 8月3日        | 營運人數突破第一億人次。 |
| 2010年 | 8月19日       | 宣布自8月23日起每週一至週五，高鐵北上506車次自由座車廂增為4節。 |
| 2010年 | 9月15日       | 宣布自10月1日起調整列車時刻，每週將增加12班次列車、取消4班次列車，高鐵北上第502車次自9月20日起每週一至週五自由座車廂增為4節。 |
| 2010年 | 9月29日       | 宣布高鐵自動語音訂位系統服務時間自10月1日起延長為24小時及新增發送訂位簡訊的服務，並開始於各車站內提供免費上網的服務。 |
| 2010年 | 11月22日      | 調整高鐵列車車廂內廁間的配置方式，使男性與女性可使用廁間的比例為1：1。 |
| 2010年 | 12月3日       | 宣布推出回數票/定期票搭乘資訊查詢系統，透過該系統可查詢票卡資訊、交易紀錄及線上列印搭乘證明單。 |
| 2010年 | 12月16日      | 宣布推出2011年大專生返鄉返校優惠專案，大專院校學生在2011年1月12日至1月25日及2月9日至2月22日之間搭乘指定車次之標準車廂對號座，個人訂票可享6折優惠，30人以上團體訂票可享5折優惠。                                                                |
| 2010年 | 12月24日      | 高鐵車輛維修服務通過ISO 9001驗證，邁向「全面品質管理」時代。 |
| 2011年 | 1月18日       | 宣布自1月28日至4月30日（不含春節、228和平紀念日及清明假期疏運期間）之間推出信用卡購買標準車廂對號座限量升等商務車廂優惠活動。 |
| 2011年 | 1月20日       | 宣布自1月26日起推出早鳥優惠，依序提供標準車廂對號座全票之7折及9折的優惠，並調整開放預購車票的時間，由現行出發日前15天（含）提前至28天（含）。                                                                                                  |
| 2011年 | 2月18日       | 台灣高鐵獲百大建設首獎，將持續以高品質旅運服務回饋旅客。 |
| 2011年 | 3月           | 台灣高鐵參加行政院公共工程委員會「台灣基礎建設網路博物館」之百大建設網路票選前十名頒獎典禮。 |
| 2011年 | 4月28日       | 宣布延長信用卡購買標準車廂對號座限量升等商務車廂優惠活動至2011年6月30日。 |
| 2011年 | 5月24日       | 宣布推出大專院校學生優惠專案，自2011年6月1日至9月30日大專院校學生搭乘高鐵指定車次之標準車廂對號座，即可享5折至7折優惠。 |
| 2011年 | 6月30日       | 宣布再度延長信用卡購買標準車廂對號座限量升等商務車廂優惠活動至2011年12月31日。 |
| 2011年 | 8月           | 台灣高鐵公司獲得第12屆金路獎共六大獎項殊榮：設備維修類之車輛維修優勝、號通維修優勝、路線維修優勝、車站場站機電維修優勝、基地場站機電維修優勝及站場環境維護類第二名。                                                                           |
| 2011年 | 10月          | 台灣高鐵公司獲得「第20屆中華民國企業環保獎」之績優廠商。 |
| 2011年 | 10月14日      | 宣布自10月17日起，高鐵南下每週一至週五發車之737、745車次的自由座車廂增為4節。。 |
| 2011年 | 10月21日      | 再度宣布推出大專院校學生優惠專案，自2011年10月24日至12月29日大專院校學生搭乘高鐵「指定離峰車次」之標準車廂對號座，即可享5折至7折優惠。 |
| 2011年 | 10月28日      | 推出「台灣高鐵T Express」iOS系統智慧型手機快速訂票通關服務。。 |
| 2011年 | 11月          | 台灣高鐵公司獲得財團法人中華民國證券櫃檯買賣中心第一屆「金桂獎」─興櫃公司之卓越興櫃市場貢獻。 |
| 2011年 | 12月6日       | 台灣高鐵公司「維修暨旅客服務」項目獲得ISO 9001驗證。 推出「台灣高鐵T Express」Android系統智慧型手機快速訂票通關服務。 |
| 2011年 | 12月15日      | 自本日開始旅客持已啟用加值功能之悠遊聯名卡，可直接刷卡感應進站搭乘高鐵各列車自由座座位。 |
| 2012年 | 1月2日        | 宣布擴大與其他銀行及發卡單位合作，繼續實施信用卡購買標準車廂對號座限量升等商務車廂優惠活動至2012年5月31日。 |
| 2012年 | 1月17日       | 宣布繼續推出大專院校學生優惠專案，自2012年1月18日至3月29日大專院校學生搭乘高鐵「指定離峰車次」之標準車廂對號座，即可享5折至7折優惠。 |
| 2012年 | 1月31日       | 宣布自3月2日起調整列車班表，每週南下、北上各規劃一班直達列車增停台南站，並調整部分列車時刻。 |
| 2012年 | 2月6日        | 宣布自3月1日至3月29日推出「平日指定車次30人以上團體票優惠」，活動期間內之週一至週四凡30人（含）以上團體旅客搭乘指定車次標準車廂對號座，且上下車均為同一起、訖站者，全票旅客可享全額票價65折優惠；敬老、孩童及愛心票亦享原5折票價之再8折優惠。  |
| 2012年 | 2月16日       | 與萬泰銀行及異康公司合作推出Windows Mobile 6.5系統之「台灣高鐵 T Express X卡行動支付特別版」智慧型手機快速訂票通關服務。 |
| 2012年 | 2月26日       | 10點36分時因受屏東地震影響，導致行經嘉義至高雄路段之列車暫時停駛。 |
| 2012年 | 3月20日       | 推出Symbian Mobile系統之「台灣高鐵 T Express X卡行動支付特別版」智慧型手機快速訂票通關服務。 |
| 2012年 | 3月22日       | 宣布繼續實施大專院校學生優惠專案，並自2012年4月6日實施至6月30日止。 |
| 2012年 | 3月28日       | 首度發生有外人入侵營運中之高速鐵路軌道事件，導致部分列車暫時停駛。 |
| 2012年 | 4月18日、19日 | 與國際鐵路聯盟(UIC)協辦「第二屆高速鐵路系統維修研討會」。 |
| 2012年 | 5月24日       | 川崎重工業株式會社向日本採購700T型列車4組，每個編組皆為12節車廂，總價約190億日圓。 |
| 2012年 | 5月29日       | 宣布與十六家發卡銀行合作，自2012年6月1日至12月31日實施信用卡購買標準車廂對號座限量升等商務車廂優惠活動。 |
| 2012年 | 6月1日        | 自本日起台灣高鐵便利商店購票服務新增退票功能。 |
| 2012年 | 6月7日        | 宣布繼續實施大專院校學生優惠專案，並自2012年7月1日實施至10月31日止。 |
| 2012年 | 6月8日        | 宣布自2012年6月29日至9月3日止實施暑期輸運班表，實施期間每週一北上左營往台北首班車提前至6時24分發車。 |
| 2012年 | 6月12日       | 早上6時46分時高雄大社路段因異物入侵供電之架空線，導致當日中午十二點前所有列車終點站改為台南，台南至左營間停駛，並取消部分車次。 |
| 2012年 | 6月26日       | 推出「台灣高鐵T Express」Windows Phone系統智慧型手機快速訂票通關服務。 |
| 2012年 | 7月20日       | 宣布自8月1日至12月27日推出「平日指定車次30人以上團體票優惠」，活動期間內之週一至週四凡30人（含）以上團體旅客搭乘指定車次標準車廂對號座，且上下車均為同一起、訖站者，全票旅客可享全額票價65折優惠；敬老、孩童及愛心票亦享原5折票價之再8折優惠。 |
| 2012年 | 7月31日       | 宣布自8月1日起，高鐵北上每週一發車之1352車次及每週二至週五發車之1508車次的自由座車廂增為4節。 |
| 2012年 | 8月3日        | 宣布自9月1日起之列車班次調整早鳥優惠，依序提供標準車廂對號座全票之65折及9折的優惠，自由座回數票使用效期並延長為45天。 |
| 2012年 | 8月6日        | 高鐵新竹竹北路段發生有外人入侵營運中之高速鐵路路線道旁區事件，導致桃園站至新竹站間部分列車暫時停駛。 |
| 2012年 | 8月28日       | 宣布自2012年9月1日起至2013年6月30日止（疏運及寒假期間不適用）推出學生團體「畢旅團體專案」。 |
| 2012年 | 8月31日       | 20時受到竹苗地區地震影響，導致高鐵新竹至苗栗路段部分列車暫時停駛。 |
| 2012年 | 10月3日       | 宣布自11月1日起之列車班次調整早鳥優惠，新增標準車廂對號座全票之8折優惠，並增加適用早鳥優惠之座位數。 |
| 2012年 | 10月4日       | 宣布繼續實施大專院校學生優惠專案，自2012年11月1日實施至12月27日止，並增加優惠車次。 |
| 2012年 | 10月31日      | 宣布至12月底前舉辦便利商店高鐵購票百萬大獎集氣活動。 |
| 2012年 | 11月15日      | 舉辦高鐵旅運人次破2億之倒數計時活動，並推出「全民億起拍」互動拍照活動，於當日起至2013年1月15日在高鐵車站設置互動式大頭貼拍照機供民眾拍照紀念。                                                                                                 |
| 2012年 | 11月22日      | S270標雲林車站土建、機電工程決標。 |
| 2012年 | 12月13日      | S230標苗栗車站土建、機電工程決標。宣布繼續實施大專院校學生優惠專案，自2013年1月3日實施至4月30日止，並增加優惠車次。 |
| 2012年 | 12月17日      | 營運人數突破第二億人次。 |
| 2012年 | 12月19日      | 和天下雜誌共同舉辦「改變 開創移動競爭力─2012高鐵趨勢論壇」。與高雄捷運公司合作推出「高鐵高捷牽手行」交通聯票。 |
| 2012年 | 12月22日      | 台灣高鐵第二批新購列車共四組第一組（編號：TR31）運抵高雄港75號碼頭，於翌日順利完成碼頭吊卸，隨後運送至高鐵燕巢總機廠，進行車廂設備組裝與核心系統整合測試。                                                                                     |
| 2013年 | 1月1日        | 高鐵「超越兩億」系列活動─「高速傳愛 助學計畫」啟動，與台灣世界展望會合作。 |
| 2013年 | 1月8日        | S260標彰化車站土建、機電工程決標 |
| 2013年 | 1月15日       | 雲林車站動工 |
| 2013年 | 1月17日       | 宣布自2013年1月20日至4月30日（疏運期間除外）再次推出「指定車次30人以上團體優惠」，並新增假日車次，凡30人（含）以上之團體旅客，於活動期間搭乘指定車次之標準車廂對號座，且上、下車均為同一起、訖站者，全票旅客可享全額票價65折優惠。             |
| 2013年 | 1月26日       | 台灣高鐵第二批新購列車共四組第二組（編號：TR32）運抵高雄港74號碼頭。 |
| 2013年 | 1月28日       | 苗栗車站動工。 |
| 2013年 | 2月6日        | 彰化車站動工。 |
| 2013年 | 3月27日       | 10點36分時因受南投地區規模6.1地震影響，導致行經苗栗至雲林路段之列車暫時停駛。。 |
| 2013年 | 4月12日       | 9時10分在第616次北上列車車廂廁所內發現疑似汽油彈之不明行李，行控中心緊急安排該列車停靠在桃園車站以疏散車上所有乘客，並報請警方派員處理(胡宗賢炸彈案，為營運後首例。                                                                            |
| 2013年 | 4月25日       | 早上6時30分因台中站區附近之號誌電子聯鎖系統零件故障而造成訊號異常，高鐵緊急宣布至上午9時30分前之列車全線停駛，此為高鐵營運以來第二度非因天災因素全線停駛事件（首度非天災因素停駛事件是於2009年台北－板橋區間）。                               |
| 2013年 | 6月2日        | 13點43分時因受南投地區規模6.3地震影響，導致部分列車暫時停駛。 |
| 2013年 | 6月18日       | 11時54分時高雄大社路段因異物入侵供電之架空電車線，導致當日中午13時30分前所有列車終點站改為台南，台南至左營間暫停運行。 |
| 2013年 | 7月21日       | 高鐵第31及32組列車投入營運，首航當日與卡通頻道合作推出「歡樂卡通列車」。 |
| 2013年 | 7月29日       | 自該日起至9月1日推出少年優惠專案。 |
| 2013年 | 9月24日       | 自當日起「台灣高鐵T Express」手機快速訂票通關服務之購票時間縮短至列車發車前5分鐘，並增加日文版網路訂票系統網頁。 |
| 2013年 | 10月8日       | 高鐵自該日起調漲列車票價，漲幅約在7.1～9.6%之間，並擴大早鳥票優惠及新增熟年優惠方案。 |
| 2013年 | 10月30日      | 於燕巢總機廠舉辦緊急應變綜合演練。 |
| 2013年 | 11月2日       | 11時16分起高鐵彰化站至雲林站區間因絕緣區分器陸續發生絕緣失效情形，致雲林主變電站電力跳脫，造成行經該路段的列車暫停。 |
| 2013年 | 12月10日      | 苗栗車站舉行主結構工程上梁典禮。 |
| 2013年 | 12月15日      | 12時17分高鐵台中站發生轉轍器訊號異常情形，造成部分列車停駛或延誤。 |
| 2013年 | 12月23日      | 彰化車站舉行主結構工程上梁典禮。 |
| 2014年 | 1月25日       | 高鐵第33組列車抵達高雄港。 |
| 2014年 | 2月22日       | 9時40分高鐵新竹至苗栗區間發生電力設備切換開關異常事故。 |
| 2014年 | 3月13日       | 高鐵董事長改由范志強接任，並由鄭光遠擔任執行長。 |
| 2014年 | 4月29日       | 9時24分高鐵台北站因道旁控制機箱內控制電路板的二極體元件故障，發生轉轍器訊號異常事件，造成台北至板橋區間列車暫時停駛。 |
| 2014年 | 5月20日       | 20時03分高鐵台北站因轉轍器微動開關故障，發生轉轍器訊號異常事件。 |
| 2014年 | 7月21日       | 自當日起至8月31日推出「少年搭高鐵優惠專案」。 |
| 2014年 | 8月1日        | 自當日起至8月31日啟動「高雄氣爆事件救援搭乘專案」。 |
| 2014年 | 8月4日        | 6時38分高鐵台中站道岔因受雷擊影響，導致訊號異常。 |
| 2014年 | 9月1日        | 高鐵早鳥優惠預購時間自當日起調整至乘車日（含）前5至28天。 |
| 2014年 | 12月15日      | 高鐵新竹站附近路段發生通車以來首次遙控輕型飛機墜落軌道事件。 |
| 2015年 | 11月4日       | 苗栗站、彰化站、雲林站啟用，並於12月1日正式加入營運。 |
| 2016年 | 2月6日        | 受高雄美濃地震災情影響，台南歸仁路段電車線系統線形與結構受損，多處絕緣礙子破裂、懸臂斷裂，導致台中以南路段無法恢復正常運轉，共計有157班，共6萬8千人受影響，是台灣高鐵有史以來列車受影響最嚴重的一次。                                          |
| 2016年 | 7月1日        | 南港站正式加入營運。 |
| 2016年 | 10月27日      | 台灣高鐵公司（臺證所：2633）股票正式從興櫃市場轉上市掛牌。 |
| 2017年 | 5月10日       | 一列高鐵未載客的迴送列車，進行測試後回到左營車站，準備讓列車開入燕巢基地，列車卻直接北上往台南方向開，超過轉轍器約1公里後才停下，是高鐵通車十年來首度發生列車跑錯軌道。                                                                        |
| 2017年 | 10月26日      | 正式推出「高鐵會員TGo」服務。 |
| 2022年 | 4月1日        | 東南水泥廠的包商拆除水泥塔時操作不慎，水泥塔倒塌方向錯誤，導致台電電塔倒塌，擊中高鐵電車線，造成高鐵左營=台南間跳電，遭成79班次誤點。 |